# Saliès
Saliès é uma comuna francesa na região administrativa de Occitânia, no departamento de Tarn. Estende-se por uma área de 3,55 km². Em 2010 a comuna tinha 844 habitantes (densidade: 237,7 hab./km²).